# Hot Chick - Una bionda esplosiva
Hot Chick - Una bionda esplosiva (The Hot Chick) è una commedia americana del 2002 diretta da Tom Brady, prodotta da John Schneider e Carr D'Angelo e scritta da Brady e Rob Schneider.
Adam Sandler ne è il produttore esecutivo ed ha un piccolo ruolo nel film come suonatore del bongo Mambuza, un personaggio basato su un ruolo interpretato da Schneider in uno sketch al Saturday Night Live. Hanno avuto dei piccoli ruoli anche le sorelle Tia e Tamera Mowry e le cantanti Ashlee Simpson, Angie Stone e Michelle Branch. Alcune parti del film sono state girate nella Redondo Union High e nella El Segundo High School.

## Trama
50 a.C.; nel palazzo del re abissino la giovane principessa Nawa usa un paio di orecchini incantati per sfuggire ad un indesiderato matrimonio combinato, scambiando il suo corpo con quello di una schiava. Quando le due donne indossano un orecchino ciascuna, i loro corpi magicamente si scambiano di posto, mentre le loro menti e i loro caratteri rimangono dove sono.
Nel presente, Jessica Spencer è una popolare, eccentrica, bellissima e vanitosa liceale nella periferia della California con la sua migliore amica di sempre April, accompagnate da Keecia e Lulu, tutte cheerleader. Un giorno a scuola, Jessica si prende gioco di una compagna di scuola, una ragazza in sovrappeso di nome Hildenburg e una ragazza wicca di nome Eden, dopo un compito in classe. In seguito, Jessica e le sue amiche visitano il centro commerciale locale, dove Jessica incastra la sua più grande rivale Bianca (Maria-Elena Laas) per taccheggio. In seguito in un negozio a tema africano trova i due stupendi orecchini e vorrebbe prenderli. Gli orecchini non sono in vendita, ma Jessica li ruba, scambiandoli, per poi comprarli.
Poco dopo, un criminale di poco conto chiamato Clive Maxtone commette un furto presso un distributore di benzina nelle vicinanze. Quando Jessica e le sue amiche si fermano per fare benzina, chiedono al criminale di fare il pieno scambiandolo per un dipendente del posto. Mentre riparte a Jessica cade accidentalmente uno degli orecchini a terra e Clive lo raccoglie, rubandolo. Quella sera, Jessica prima incontra il suo ragazzo Billy, e indossa poi un orecchino mentre Clive nel suo povero appartamento mette l'altro. Svegliandosi poi la mattina seguente entrambi si scoprono intrappolati nel corpo di un'altra persona. Jessica, sconvolta e con molta difficoltà, riesce a raccontare quanto successo e a farsi credere dalle amiche, inizialmente diffidenti.
Le ragazze scrivono un elenco di sospetti di chi potrebbe essere responsabile. In primo luogo pensano sia Hildenburg essendo molto competente nel mondo scientifico, così Jessica si scusa per averla umiliata davanti a tutta la scuola durante la precedente partita di basket e le due fanno ammenda. Ben presto cercano Eden, e Jessica si scusa anche per la gelosia di Eden per aver ottenuto solo lei una "A" ad un compito sui processi alle streghe di Salem. Eden rivela un'antica stregoneria latina chiamata "Santeria" che ha avuto origine in Africa e si è espansa a Cuba e in Brasile. Lulu lega questa connessione alla rivale di Jessica, Bianca, ma Eden rivela che solo un tatuaggio di uno scorpione sulla schiena potrebbe confermare i loro sospetti. Mentre sono in una discoteca chiamata "Instant Tang", indagando le ragazze scoprono che Bianca è innocente dopo che Jessica le ha accidentalmente strappato la camicia durante un ballo per vedere se avesse il tatuaggio, che lei però non ha.
Le ragazze trovano una foto degli orecchini su internet e cominciano a piazzare volantini in tutta la città per ritrovare l'altro mancante, ricevendo anche un aiuto da parte dell'imbarazzante madre di Keecia ed anche dalle gemelle Venezia e Sissie, due sorelle che sono nella squadra delle cheerleaders di Jessica. Le ragazze informano degli orecchini Madame Mambuza, la proprietaria del negozio africano al centro commerciale; la signora Mambuza racconta alle ragazze come terminò la storia della principessa Nawa, che dopo aver scambiato i corpi non sapeva che per tornare nel suo corpo doveva rimettere gli orecchini di nuovo insieme nel posto originale. Nawa visse il resto della sua vita nel corpo della sua schiava. Jessica potrebbe subire la stessa sorte se non rimette insieme gli orecchini prima della fine della luna piena.
Nel frattempo, Jessica è assunta in due posti di lavoro mentre vive segretamente con April. A casa sua, dove lavora come giardiniere col nome di Taquito, i suoi genitori le raccontano i loro problemi coniugali e lei li aiuta a ravvivare la loro vita sessuale. A scuola, durante la pulizia degli spogliatoio dei ragazzi come bidello, ascolta la conversazione del fidanzato della sua amica April, Jake, che sta parlando al suo amico Billy (fidanzato di Jessica), ma il primo dice di aver nascosto ad April un’altra ragazza di nome Monique e di amare veramente quest'ultima. Di fronte alle infedeltà di Jake, April rompe con lui e Jessica accetta di portarla al ballo di fine anno.
Alla gara di cheerleaders, Jessica manda segnali romantici a Billy mentre è travestito da mascotte della scuola, ma quando la testa del suo costume cade, il ragazzo diventa confuso e va via con Bianca, la rivale di Jessica. Inoltre, grazie alla perfetta esibizione di quest'ultima, Jessica e la sua squadra possono festeggiare la vittoria del concorso. La sera della cerimonia con tanto di ballo, April confessa a Jessica che non le importa più nulla di Jake e che lei è davvero innamorata di Clive (in realtà è innamorata di Jessica nel corpo di Clive, che la ragazza chiama Spence non conoscendo i veri dati anagrafici del criminale); Jessica le dice che lei però è innamorata persa di Billy.
Durante questo periodo, Clive ha usato il corpo di Jessica per fare soldi con alcuni uomini, tra cui Billy, che gli dà il suo denaro e la sua auto, credendo che lui sia Jessica. La sera del ballo, Hildenburg, mentre sta guardando il telegiornale, vede Clive mentre deruba un uomo e così va sulla scena del crimine. Dopo aver trovato un biglietto da visita per il club in cui Clive lavora come pole dancer, informa Jessica e le ragazze vanno nel locale. Qui trovano Clive, dopodiché Jessica ruba il suo orecchino, mettendoselo. Grazie agli orecchini, Jessica e Clive ritornano nei rispettivi corpi. Successivamente Billy e Jessica, seppure già fidanzati, si ritrovano e possono finalmente dichiarare i propri sentimenti.
Il film si conclude con la cerimonia di laurea della scuola, dove Keecia e sua madre si riconciliano. La notte precedente, Clive fugge dalla polizia, ancora vestito in lingerie, saltando in macchina dello stesso barista che Jessica ha incontrato nel corpo di Clive. Il barista, che grazie agli incontri e ai sorrisi scambiatosi precedentemente crede che Clive sia omosessuale, chiude la portiera della macchina. Il film si conclude con la macchina che parte e Clive che urla disperato e spaventato.

## Cast
- Rachel McAdams interpreta Jessica Spencer/Clive Maxtone
- Rob Schneider interpreta Clive Maxtone/Jessica Spencer
- Anna Faris interpreta April
- Alexandra Holden interpreta Lulu
- Maritza Murray interpreta Keecia "Ling-Ling" Jackson
- Tamera Mowry interpreta Sissie
- Tia Mowry interpreta Venezia
- Sam Doumit interpreta Eden
- Megan Kuhlmann interpreta Hildenburg
- Angie Stone interpreta Madame Mambuza
- Matt Weinberg interpreta Booger Spencer
- Jodi Long interpreta la madre di Keecia
- Maria-Elena Laas interpreta Bianca
- Lee Garlington interpreta il Vice Preside, Marjorie Bernard
- Robert Davi interpreta il padre di April
- Leila Kenzle interpreta la madre di April
- Dick Gregory interpreta l'addetto al bagno
- Ashlee Simpson interpreta Monique
- Michelle Branch interpreta la DJ del Instant Tang
- Scott Dolezal interpreta il barista del Instant Tang
- Adam Sandler interpreta il ragazzo che suona i Bongo Mambuza (non accreditato)
- Ozman Sirgood interpreta Il Re
- Shazia Ali interpreta la Principessa Nawa
- Vivian Corado interpreta la schiava con cui la principessa, scambia il suo corpo
- Jenna Dewan interpreta Bianca la ragazza che balla la salsa

### Guest stars
- Le cantanti Ashlee Simpson e Michelle Branch fanno il loro debutto nel cinema, facendo dei cameo.
- La madre di Schneider, Pilar è la giudice del concorso di cheerleading.

## Distribuzione
Hot Chick - Una bionda esplosiva è stato originariamente valutato R, ma diverse scene sono state modificate al fine di ricevere un rating più ampio. La versione R è stata classificata 12A in Gran Bretagna, mantenendo lo stesso rating dato al PG-13 della versione teatrale.
Prima che uscisse nelle sale, il titolo del film doveva essere: Miss Popularity.

### Edizione italiana
La direzione del doppiaggio e i dialoghi italiani sono stati curati da Tonino Accolla per conto della C.D. Cine Doppiaggi.

## Accoglienza

### Incassi
All'inizio il film era al 5º posto nel botteghino americano durante il weekend dal 13 al 15 Dicembre del 2002, con un incasso di $ 7,401,146, e una media di $3338 attraverso i 2.217 cinema in cui è stato proiettato. In totale il film ha incassato $54.639.553.

### Critica
L'aggregatore di recensioni online Rotten Tomatoes ha assegnato al film un punteggio del 22% sulla base di 81 recensioni.
I due critici Roger Ebert e Richard Roeper hanno dato al film due pollici. Ebert ha dato al film una stella e mezza (su un massimo di quattro), dichiarando: Gli incassi MPAA di questo film lo classificano vietato ai minori di 13 anni. È troppo volgare per chiunque al di sotto dei 13 anni, ma è troppo stupido per chiunque sopra i 13. Roeper ha stroncato il film dicendo: È a colori, ma è stato per lo più a fuoco.

## Riconoscimenti
Rob Schneider è stato candidato ai Razzie Awards come Peggior attore del decennio per questo film.

## Home media
Hot Chick - Una bionda esplosiva è stato rilasciato in America il 13 maggio 2003 in VHS e in DVD. Il DVD ha in aggiunta delle scene tagliate che avrebbero reso il film un vietato ai minori, tra cui un finale alternativo.